# Cai M. Woel
Cai Mogens Woel (28. oktober 1895 på Frederiksberg – 12. juni 1963 i Store Ladager) var en dansk forfatter, litterat og forlægger. Han var fra 1958 æresmedlem af Dansk Forfatterforening.
Cai M. Woel debuterede i 1919 med Kleopatra og andre digte og skrev, redigerede og bidrog siden til henved 300 bøger.